# Julio Bustamante Jeraldo
Julio Ildefonso Bustamante Jeraldo (La Serena, 26 de septiembre de 1954) es un abogado, académico, empresario y consultor chileno, exsuperintendente de Administradoras de Fondos de Pensiones de tres presidentes de su país.
Estudió derecho en la Universidad Católica de Chile.
Colaboró en la creación de AFP Alameda, del grupo Cruzat, en 1981. Luego trabajó como fiscal de la misma empresa hasta 1988, ya denominándose AFP Pensiones Unión.
En 1990 fue llamado por el presidente Patricio Aylwin para ocupar la titularidad de la Superintendencia de Administradoras de Fondos de Pensiones. En 1994 fue ratificado en su puesto por el nuevo mandatario, Eduardo Frei Ruiz-Tagle. Tras la llegada de Ricardo Lagos al Gobierno, en 2000, permaneció en el puesto nueve días más mientras se definía el nombre de su sucesor. Durante esos años también ejerció como presidente de la Comisión Clasificadora de Riesgo.
Tras su retiro del Gobierno pasó al sector privado trabajando para el holding Inverlink de Eduardo Monasterio, junto a Álvaro García Hurtado, recién retirado del Ministerio Secretaría General de la Presidencia. Asumió entonces como presidente de la AFP Magister, y director de Isapre Vida Plena y Clínica Las Lilas. Este conglomerado empresarial se vio involucrado en un escándalo financiero que estalló en 2003, producto de un fraude al Banco Central de Chile y la Corporación de Fomento de la Producción (Corfo).
Durante 2011 se asoció con el empresario Manuel Cruzat para lanzar una nueva administradora, de la cual manejaría un 20%.
Ha trabajado en las reformas de pensiones de países como Argentina, México, Bolivia, Perú, El Salvador, Nicaragua, Panamá y República Dominicana.
También ha sido consultor del Banco Interamericano de Desarrollo (BID), el Banco Mundial (BM), el Programa de Naciones Unidas para el Desarrollo (PNUD) y la Comisión Económica para América Latina (Cepal).
Es autor entre otros estudios de Funcionamiento del nuevo sistema de pensiones de Chile (1988), Geografía económica de Chile. Análisis del sistema privado de pensiones en Chile (1991), Transformación económica de Chile (1992) y Quince años después. Una mirada al sistema privado de pensiones (1995).